# Paul Wolfisberg
Paul Wolfisberg (Horw, 15 juni 1933 – aldaar, 24 augustus 2020) was een voetballer uit Zwitserland die speelde als aanvaller. Hij stapte na zijn actieve loopbaan het trainersvak in en was begin jaren tachtig onder meer bondscoach van zijn vaderland Zwitserland (1981–1985). Hij werd opgevolgd door Daniel Jeandupeux.